# Jutta Weber (Schwimmerin)
Jutta Weber (* 28. Juni 1954 in Hamm) ist eine ehemalige deutsche Schwimmerin, die für die Bundesrepublik Deutschland startete. Sie gewann Medaillen bei Olympischen Spielen sowie Welt- und Europameisterschaften.

## Werdegang

### Schwimmkarriere
Sie begann ihre Karriere beim SC Rote Erde Hamm, wechselte aber dann zu den Wasserfreunden Wuppertal, um unter Trainer Heinz Hoffmann zu arbeiten. Dort gelang ihr der Aufstieg in die erweiterte Weltklasse.
Sie nahm bereits 1970 an den Europameisterschaften in Barcelona teil, blieb dort aber noch ohne Medaille. Bei den Olympischen Spielen 1972 in München blieb sie als erste bundesdeutsche Schwimmerin in 59,72 Sekunden unter der Grenze von einer Minute über 100 Meter Freistil, verpasste aber als Neunte knapp den Finaleinzug. Mit der 4-mal-100-Meter-Freistilstaffel gewann sie die Bronzemedaille hinter den Mannschaften aus den USA und der DDR.
1973 fanden in Belgrad die ersten Schwimmweltmeisterschaften statt, bei der Jutta Weber Sechste über 100 Meter Freistil wurde. Mit der Freistilstaffel und mit der Lagenstaffel gewann sie je eine Bronzemedaille.
Bei den Schwimmeuropameisterschaften 1974 in Wien gewann die 4-mal-100-Meter-Lagenstaffel Silber.
1975 bei den Schwimmweltmeisterschaften in Cali wurde Weber erneut Sechste über 100 Meter Freistil. Bei den Olympischen Spielen 1976 in Montreal belegte sie in 57,26 Sekunden den achten Platz im Freistilfinale. Mit der Freistilstaffel erreichte sie ebenfalls den achten Platz, während sie in der Lagenstaffel im Vorlauf geschont wurde, die Lagenstaffel erreichte das Finale nicht.
Jutta Weber gewann bei den Deutschen Schwimmmeisterschaften 1972 die Titel über 100 und über 200 Meter Freistil. Diesen Doppelsieg wiederholte sie 1973, 1975 und 1976. 1977 gewann sie noch einmal auf der 100-Meter-Distanz. Neben den neun deutschen Meistertiteln in einer Einzeldisziplin gelangen Jutta Weber im Lauf ihrer Karriere über 20 deutsche Rekorde.

### Privater Werdegang
Jutta Weber heiratete ihren Mannschaftskollegen Folkert Meeuw, das Ehepaar hat drei Kinder, darunter Helge Meeuw, der ebenfalls Schwimmer ist. Jutta Meeuw ist als Allgemeinmedizinerin in Wiesbaden tätig.